# Madison Beer

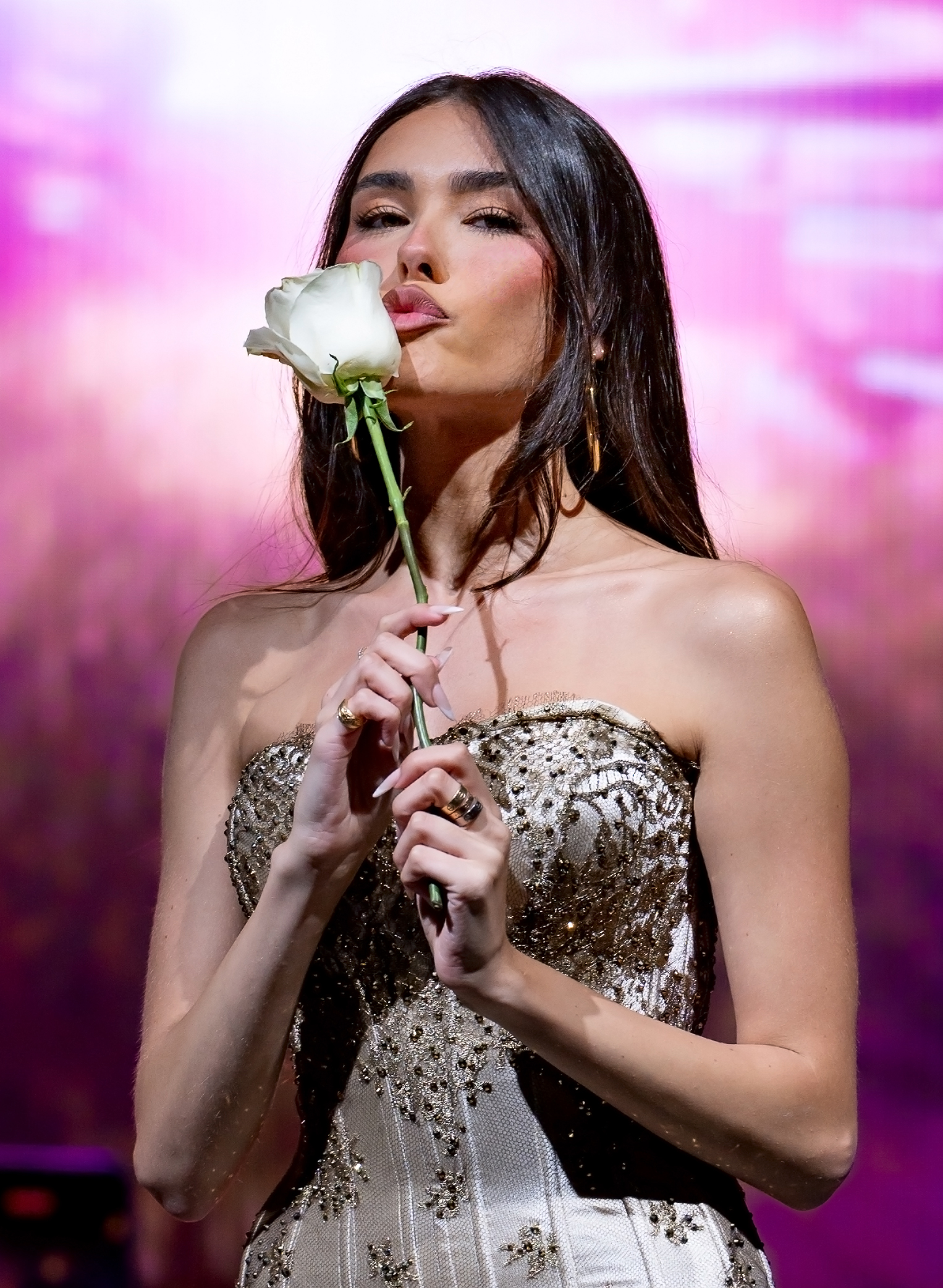
Beer w Greek Theatre (2024)

Madison Elle Beer (ur. 5 marca 1999 w Jericho) – amerykańska piosenkarka i autorka tekstów.

## Życiorys
Madison urodziła się w Jericho w stanie Nowy Jork 5 marca 1999 roku. Jej ojcem jest Robert Beer, który jest deweloperem, a jej matka Tracie pracowała jako projektantka wnętrz, ale zrezygnowała z pracy w zawodzie, aby pomóc w rozwoju kariery Madison. Ma młodszego brata Rydera. W wieku 4 lat znalazła się na okładce magazynu dziecięcego. Jej rodzina jest wyznania żydowskiego.

## Kariera

### MinialbumAs she pleases
Epka ta wydana została 2 lutego 2018 roku, a na niej znalazło się 7 utworów. Artystka zapowiedziała ją 3 klipami: „Dead”, „Say it to my face” oraz „Home with you”. Piosenki, które się na niej znajdują to:
1. „Dead”
2. „Fools”
3. „HeartLess”
4. „Tyler Durden”
5. „Home with You”
6. „Teenager in Love”
7. „Say It to My Face”[5]

### Współprace artystki
Przed zapowiedzeniem oraz wydaniem swojej debiutanckiej płyty Madison Beer nagrała piosenki ze światowej sławy DJ-ami – Jax Jones i Martin Solveig (znanymi pod nazwą Europa) oraz Davidem Guettą. 12 lutego 2021 wydała singiel pt. „Carried away”, który nagrała przy współpracy z Surf Mesą.